# Helicogermslita celastri
Helicogermslita celastri är en svampart som först beskrevs av S.B. Kale & S.V.S. Kale, och fick sitt nu gällande namn av Lodha & D. Hawksw. 1983. Helicogermslita celastri ingår i släktet Helicogermslita och familjen kolkärnsvampar.   Inga underarter finns listade i Catalogue of Life.